# Santo contra los zombis
Série
Santo contra los hombres infernales
(1961) Santo contra el Rey del Crimen
(1962)
Pour plus de détails, voir Fiche technique et Distribution.
Santo contre les zombies (Santo contra los zombis ou Santo contra los zombies) est un film mexicain de Benito Alazraki de 1962. C'est le troisième volet de la série des  Santo, el enmascarado de plata, après Santo contra el Cerebro del Mal et Santo contra los hombres infernales.

## Fiche technique
- Titre original : Santo contra los zombies
- Titre anglais ou international : Santo vs. the Zombies
- Réalisation : Benito Alazraki
- Scénario : Benito Alazraki, Antonio Orellana, Fernando Osés
- Photographie : José Ortiz Ramos
- Montage : José W. Bustos
- Production : Alberto López
- Société(s) de production : Filmadora Panamericana
- Pays d’origine :  Mexique
- Langue originale : espagnol
- Format : noir et blanc — 35 mm — son Mono
- Genre : action, horreur
- Durée : 85 minutes
- Dates de sortie :
  - Mexique : 31 mai 1962
  - France : 2 mai 2018 (DVD)[2]

## Distribution
- El Santo : Santo
- Armando Silvestre : Lt. Sanmartin
- Jaime Fernández : Det. Rodriguez
- Dagoberto Rodríguez : Det. Almada
- Irma Serrano : Det. Isabel
- Carlos Agostí : Oncle Genaro
- Ramón Bugarini : Rogelio, infirmier
- Fernando Osés : Dorrell López, lutteur zombie
- Eduardo Bonada : Zombie
- Eduardo Silvestre : Zombie
- Julián de Meriche : Dino Povetti
- Alejandro Cruz : Black Shadow, lutteur
- Gory Guerrero : lutteur
- Sugi Sito : lutteur
- El Gladiador : lutteur
- Camilo Pérez 'Bulldog' : lutteur
- Firpo Segura : Zombie
- Joe Silva : Zombie
- Steve Morgan : Zombie
- Vicente Lara : Zombie
- Mario Texas
- Martha Arlette : danseuse
- Lorena Velázquez : Gloria Sandoval